# 亞歷山大·諾倫
亞歷山大·諾倫（Alexander Noren，1982年7月12日—）是瑞典的一位高爾夫球選手。參加歐洲巡迴賽的賽事。

## 外部連結
- 官方网站
- 亞歷山大·諾倫在歐洲巡迴賽官方網站
- 亞歷山大·諾倫在男子高爾夫世界排名的官方網站